# Orphnus niger
Orphnus niger är en skalbaggsart som beskrevs av Maurice Pic 1928. Orphnus niger ingår i släktet Orphnus och familjen Orphnidae. Inga underarter finns listade i Catalogue of Life.